# Ino (Kōchi)
Ino (いの町 Ino-chō?) es un pueblo localizado en la prefectura de Kōchi, Japón. En junio de 2019 tenía una población estimada de 21.348 habitantes y una densidad de población de 45,3 personas por km². Su área total es de 470,97 km².

## Geografía

### Localidades circundantes
- Prefectura de Kōchi
  - Hidaka
  - Kōchi
  - Niyodogawa
  - Ochi
  - Ōkawa
  - Tosa
  - Tosa
- Prefectura de Ehime
  - Kumakōgen
  - Niihama
  - Saijō

## Demografía
Según los datos del censo japonés, esta es la población de Ino en los últimos años.
| 1995   | 2000   | 2005   | 2010   | 2015   |
| ------ | ------ | ------ | ------ | ------ |
| 30.079 | 28.729 | 27.068 | 25.062 | 22.767 |

## Relaciones internacionales

### Ciudades hermanadas
- Cotia, Brasil – desde el 18 de junio de 1966